# Werther (1990)
Werther är en svensk film från 1990 i regi av Håkan Alexandersson. I rollerna ses bland andra Gert Fylking, Ulrika Hansson och Peter Kneip.

## Om filmen
Filmens förlaga var romanen Den unge Werthers lidanden (1774), vilken omarbetades till filmmanus av Alexandersson, Johann Peckermann och Tomas Norström. Fotograf var Christer Strandell, kompositör Kjell Westling och klippare Thomas Täng. Inspelningen ägde rum i Sverige 1989 och filmen premiärvisades den 2 februari 1990 på biograferna Bian i Malmö och Fågel Blå i Stockholm.

## Handling
Regissören Max är sedan flera år i färd med att göra en filmatisering av Goethes Den unge Werthers lidanden, men har bekymmer både på det privata planet och med filmen.

## Rollista
- Gert Fylking – Lessing
- Ulrika Hansson – Lotta / Lotte
- Peter Kneip – Walther
- Ellen Lamm – Emilia
- Jon Mellqvist	– Ossian
- Tomas Norström – Max Karlsson
- Peter Sjöquist – Viktor / Werther
- Lena Strömdahl – Martha
- Göran Thorell – Wilhelm / Albert
- Pernilla Glaser – övrig medverkande
- Nina Holst Ahlbom – övrig medverkande
- My Liljander – övrig medverkande
- Irma Schultz – övrig medverkande
- Sophie Tolstoy – övrig medverkande